# Raillencourt-Sainte-Olle
 Raillencourt-Sainte-Olle  es una población y comuna francesa, en la región de Norte-Paso de Calais, departamento de Norte, en el distrito de Cambrai y cantón de Cambrai-Ouest.

## Demografía
| 1499 | 1891 | 1826 | 2201 | 2220 | 2280 |
| Para los censos de 1962 a 1999 la población legal corresponde a la población sin duplicidades (Fuente: INSEE [Consultar]) |      |      |      |      |      |